# Drizzona
Drizzona är en ort och frazione i kommunen Piadena Drizzona i provinsen Cremona i regionen Lombardiet i Italien. 
Drizzona upphörde som kommun den 1 januari 2019 och bildade med den tidigare kommunen Piadena den nya kommunen Piadena Drizzona. Den tidigare kommunen hade 584 invånare (2018).